# Phillaur
Phillaur är en ort i Indien.   Den ligger i distriktet Jalandhar och delstaten Punjab, i den norra delen av landet, 300 km nordväst om huvudstaden New Delhi. Phillaur ligger 246 meter över havet och antalet invånare är 22 588.
Terrängen runt Phillaur är mycket platt. Runt Phillaur är det mycket tätbefolkat, med 1 819 invånare per kvadratkilometer. Närmaste större samhälle är Ludhiana, 13,3 km sydost om Phillaur. Trakten runt Phillaur består till största delen av jordbruksmark.